# Cephaloscyllium maculatum
Cephaloscyllium maculatum är en hajart som beskrevs av Schaaf-Da Silva och Ebert 2008. Cephaloscyllium maculatum ingår i släktet Cephaloscyllium och familjen rödhajar. IUCN kategoriserar arten globalt som otillräckligt studerad. Inga underarter finns listade i Catalogue of Life.